# Bronko Nagurski Trophy
Die Bronko Nagurski Trophy wird seit 1993 durch amerikanische Sportjournalisten unter Federführung des Charlotte Touchdown Club jährlich an den besten Abwehrspieler in der NCAA im College Football vergeben. Der Preis erinnert an das Mitglied in der College Football Hall of Fame Bronko Nagurski. Der Charlotte Touchdown Club wurde 1990 gegründet und arbeitet nicht mit Gewinnerzielungsabsicht. Der Preis versteht sich als Gegensatz zur Heisman Trophy, der in der Regel an den besten Angriffsspieler im Collegefootball vergeben wird.

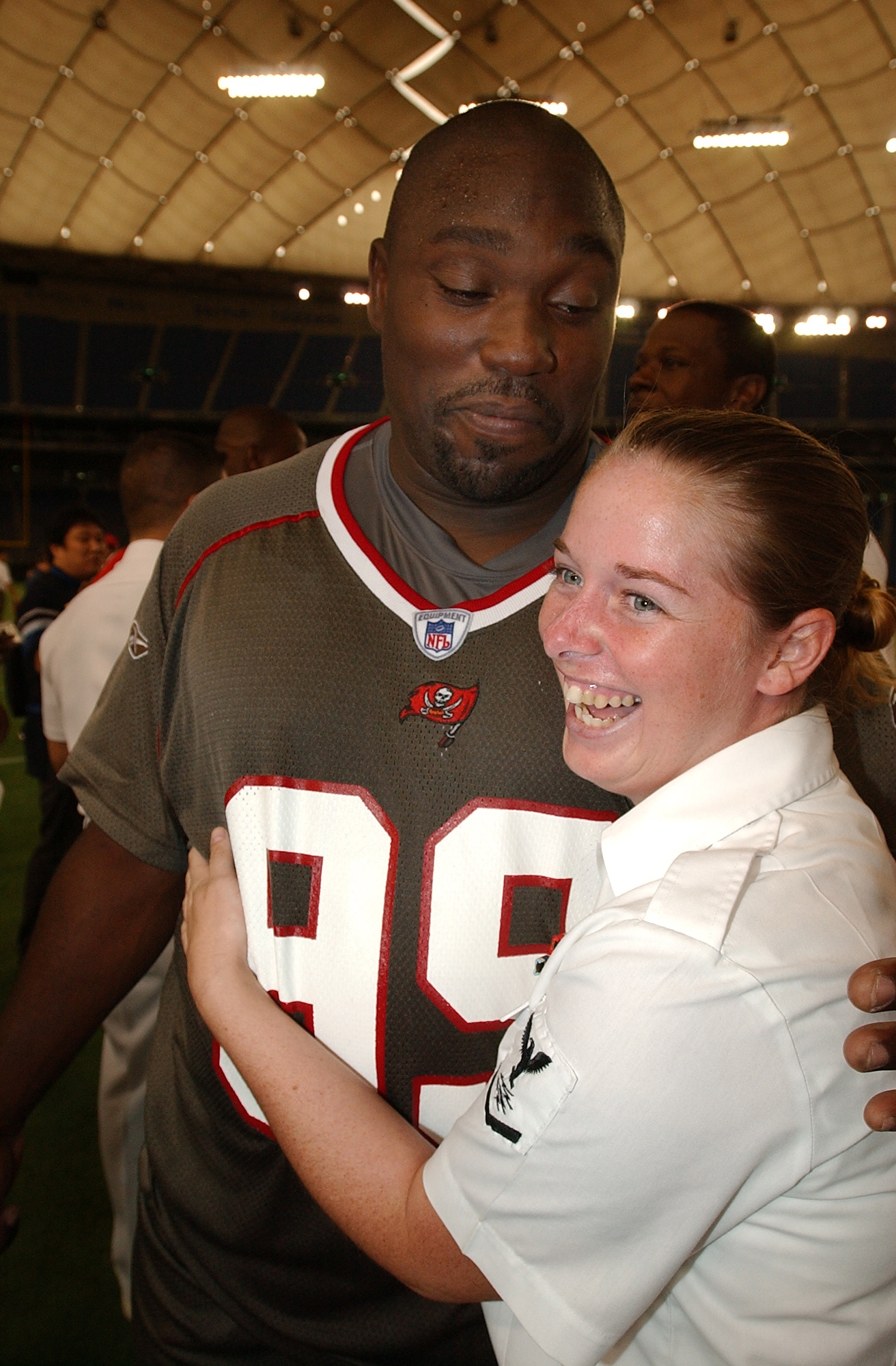
Warren Sapp

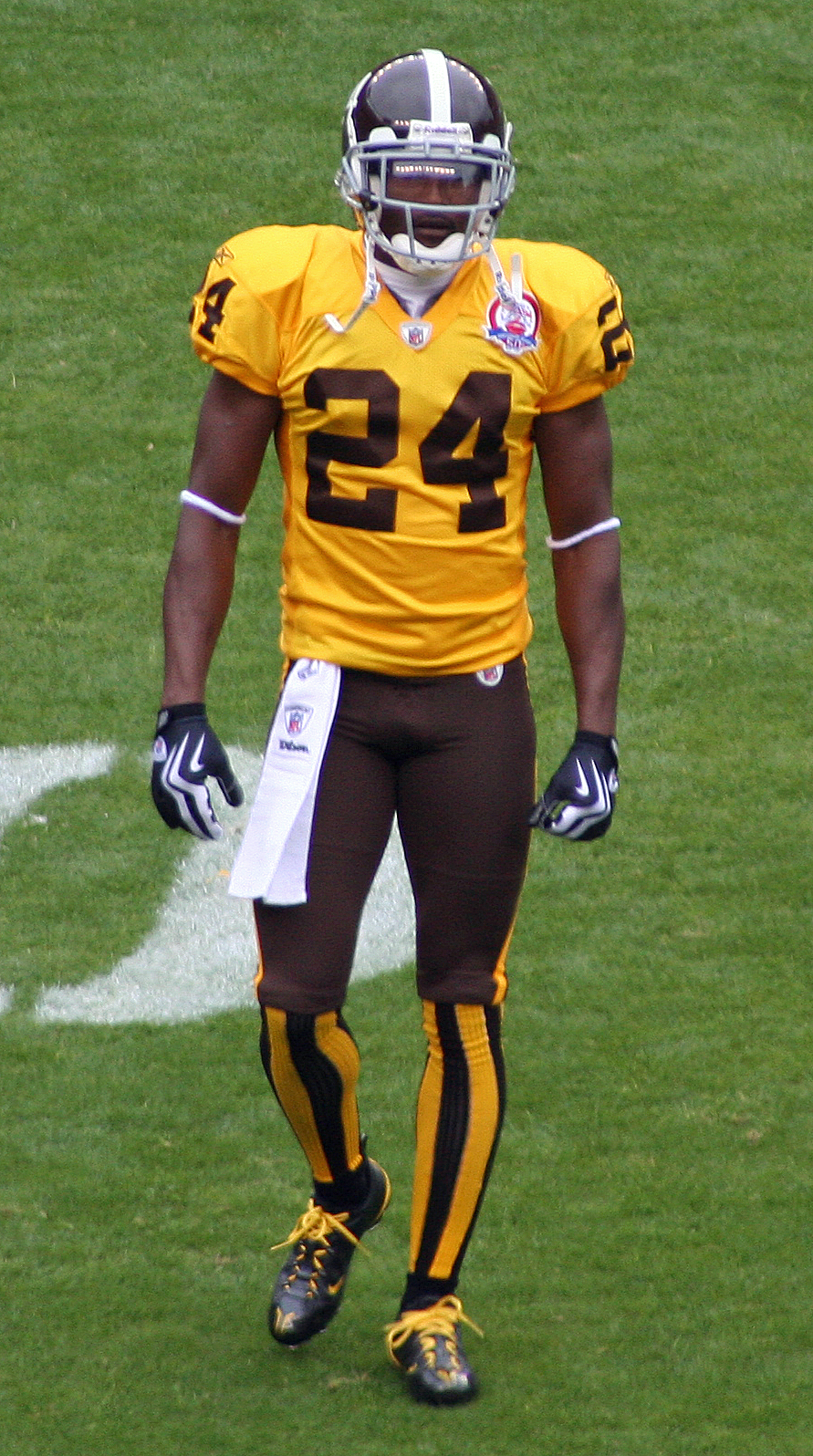
Champ Bailey

## Gewinner
| Jahr | Gewinner          | College                                             |
| ---- | ----------------- | --------------------------------------------------- |
| 1993 | Rob Waldrop       | University of Arizona                               |
| 1994 | Warren Sapp       | University of Miami                                 |
| 1995 | Pat Fitzgerald    | Northwestern University                             |
| 1996 | Pat Fitzgerald    | Northwestern University                             |
| 1997 | Charles Woodson   | University of Michigan                              |
| 1998 | Champ Bailey      | University of Georgia                               |
| 1999 | Corey Moore       | Virginia Polytechnic Institute and State University |
| 2000 | Dan Morgan        | University of Miami                                 |
| 2001 | Roy Williams      | University of Oklahoma                              |
| 2002 | Terrell Suggs     | Arizona State University                            |
| 2003 | Derrick Strait    | University of Oklahoma                              |
| 2004 | Derrick Johnson   | University of Texas                                 |
| 2005 | Elvis Dumervil    | University of Louisville                            |
| 2006 | James Laurinaitis | Ohio State University                               |
| 2007 | Glenn Dorsey      | Louisiana State University                          |
| 2008 | Brian Orakpo      | University of Texas                                 |
| 2009 | Ndamukong Suh     | University of Nebraska                              |
| 2010 | Da'Quan Bowers    | Clemson University                                  |
| 2011 | Luke Kuechly      | Boston College                                      |
| 2012 | Manti Teʻo        | University of Notre Dame                            |
| 2013 | Aaron Donald      | University of Pittsburgh                            |
| 2014 | Scooby Wright III | University of Arizona                               |
| 2015 | Tyler Matakevich  | Temple University                                   |
| 2016 | Jonathan Allen    | University of Alabama                               |
| 2017 | Bradley Chubb     | North Carolina State University                     |
| 2018 | Josh Allen        | University of Kentucky                              |
| 2019 | Chase Young       | Ohio State University                               |
| 2020 | Zaven Collins     | University of Tulsa                                 |
| 2021 | Will Anderson     | University of Alabama                               |
| 2022 | Will Anderson     | University of Alabama                               |